# UKFジャパン
UKFジャパン（ユー・ケー・エフ・ジャパン、Universal Kickboxing Federation Japan）は、日本のキックボクシングおよび総合格闘技団体。アメリカ合衆国オクラホマ州に本部を置くUKF（ユニバーサル・キックボクシング連盟）代表のデル・クックの認可を受けて、日本およびアジア・太平洋地域のタイトルやランキングを認定する。
2006年12月に、UKFの日本進出の足がかりとして設立された。理事長にはUKFと親交のあった羽田善彦が選ばれた。羽田はキックボクシングジム「白龍ジム」を経営しており、同ジム所属の選手をUKFの王座に挑戦させていた。
2007年1月21日に、武頼漢実行委員会主催の「ベニー“THE JET”ユキーデ・プロデュース 武頼漢 -BURAIKAN- J・BOY！」より認定を開始。この興行の中で、UKF女子総合王座認定戦（5分3R）が行われ、篠原光が初代王者となる。5月27日に東京の浅草ファイトクラブで「アマチュアキックボクシング大会」を開催。9月2日に初の東洋王者決定戦を開催、寺尾新が初代UKF東洋フェザー級王者となった。